# Akva Pite älvdal

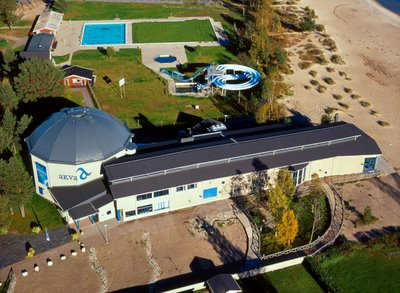
Akva Upplevelsecentrum vid Pite havsbad

Akva Pite älvdal var ett kommunalt projekt där kommun och näringsliv i de fyra älvdalskommunerna Piteå, Älvsbyn, Arvidsjaur och Arjeplog kommun samverkade. Syftet med projektet var att öka turismen i Pite älvdal och öka det allmänna intresset för naturvetenskap och teknik.
År 1995 tillsattes en projektgrupp för att konkretisera och vidareutveckla idén. 1997 beviljades projektet medel från KK-stiftelsen och EU:s strukturfonder vilket blev startskottet till ett förverkligande av projektet. Ansvarig uppdragsgivare för projektet var Piteå kommun. År 2000 övergick projektet till det kommunalägda bolaget Akva Pite älvdal AB som bildades för att sköta driften.
Projektet bestod av dessa fyra delprojekt: Uppförandet av Akva Upplevelscentrum, satsningen på kupolbiografen Akva Mega, satsningen på att utveckla turismen i Pite älvdal samt satsningen på skola och informationsteknik.

## Akva Upplevelsecentrum
Akva Upplevelsecentrum byggdes för att vara ett turistiskt skyltfönster för Pite älvdal och på samma gång ett science center om naturen längs Pite älvdal. Anläggningen innehöll en kupolbiograf, interaktiv utställning med temat vatten - från fjäll till hav, café och reception. Anläggningen, som ritades av arkitekterna Åke Franzén och Per-Henrik Nordberg, gestaltade i sin arkitektoniska form en stiliserad bild av Piteälvens fallkurva via fjället, skogslandet, kust och skärgård. Inne i utställningen fanns en modell av Sulitelmaglaciären med riktig is placerad i ett kylrum, stora akvarier med Piteälvens fiskar och andra vattendjur, ett stort stiliserat träd med 8 meters diameter som innehöll varierade utställningar om skogslandet samt ett stort panoramafönster varifrån man kunde studera Piteälvens mynning och Bottenvikens vackra skärgård. I utställningen fanns flera nyskapande interaktiva experimentstationer, bland annat en fiskesimulator, segelstation med fjärrstyrda segelbåtar och en digital landhöjningssimulator. Akva Upplevelsecentrum drevs av Piteå kommun under åren 2000–2004. Därefter förvärvade Pite Havsbad AB anläggningen och drev den vidare fram till 2007. Genom en till- och ombyggnad 2008 i Pite Havsbads regi fick anläggningen en helt ny utformning, nytt innehåll och nytt namn och kallas numera för Skeppet.

## Akva Mega

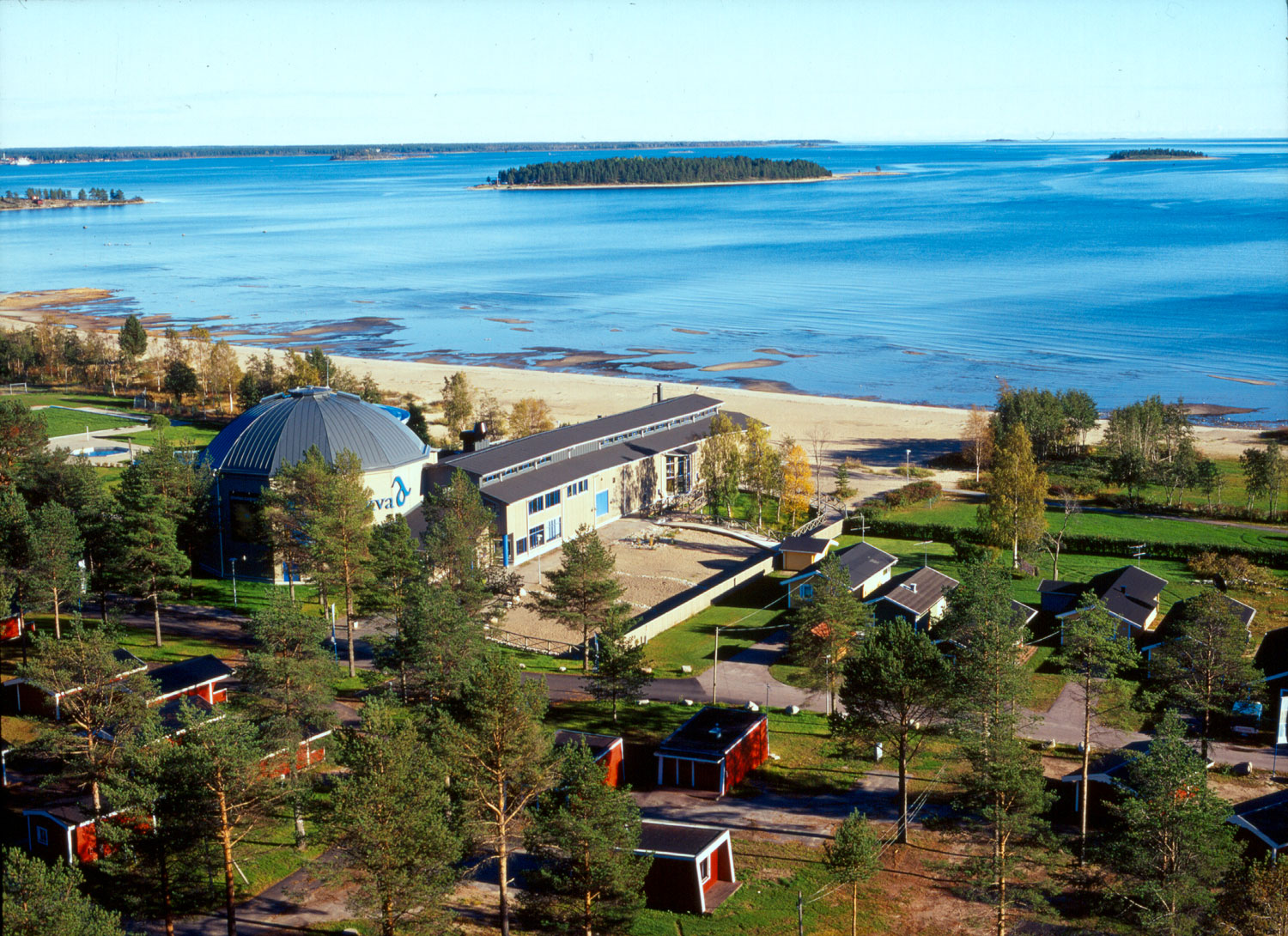
Anläggningens placering vid Bottenvikens strand

En av anläggningens stora attraktioner var filmkupolen Akva Mega, en kupolfilmsbiograf för 70 mm 8 perf. storfilmsformat med en diameter om 18 meter och 192 sittplatser. Filmprojektorsystemet levererades av Megasystems USA, filmkupolen från Spitz USA och Stolarna från Ilmonte. I biografen visades ett varierat utbud av filmer i det unika IMAX formatet, bland annat filmerna Grand Canjon, Antarktis, Egypten och 3D Mania. Kupolbiografen är ännu i drift som en del av Pite havsbads verksamhet. I Sverige finns idag tre kupolbiografer, Akva Mega i Piteå, Cosmonova vid Naturhistoriska riksmuseet samt Kreanova vid Kreativum i Karlshamn. 

## Skola och IT
Akva Upplevelsecentrums idé och verksamhet riktades i hög grad till skolan. Utställningens pedagogiska och interaktiva upplägg var tänkt att fungera som ett inspirerande och kunskapsförmedlade läromedel för naturvetenskap och teknik. En referensgrupp av lärare från Pite älvdal utsågs och engagerades i planläggningen av utställningen och det pedagogiska arbetet. I delprojektet Kunskapsbanken utvecklades en databas med digitala kartor som var tänkt att möjliggöra för elever och andra intresserade att själva bidra med kunskap och information om älvdalen. I samband med Akvas försäljning 2004 övergick Kunskapsbanken till Piteå kommun.

## Finansiering
Finansiärer av Akva Pite älvdals projektet var: Piteå-, Älvsbyn-, Arvidsjaur- och Arjeplog kommun, KK-stiftelsen, EU strukturfonder mål 1 och mål 6, Länsstyrelsen i Norrbottens län, Länsarbetsnämnden, Längmanska företagarfonden, Vattenfall samt en rad andra företag från det lokala näringslivet.